# Hans J. Wegner

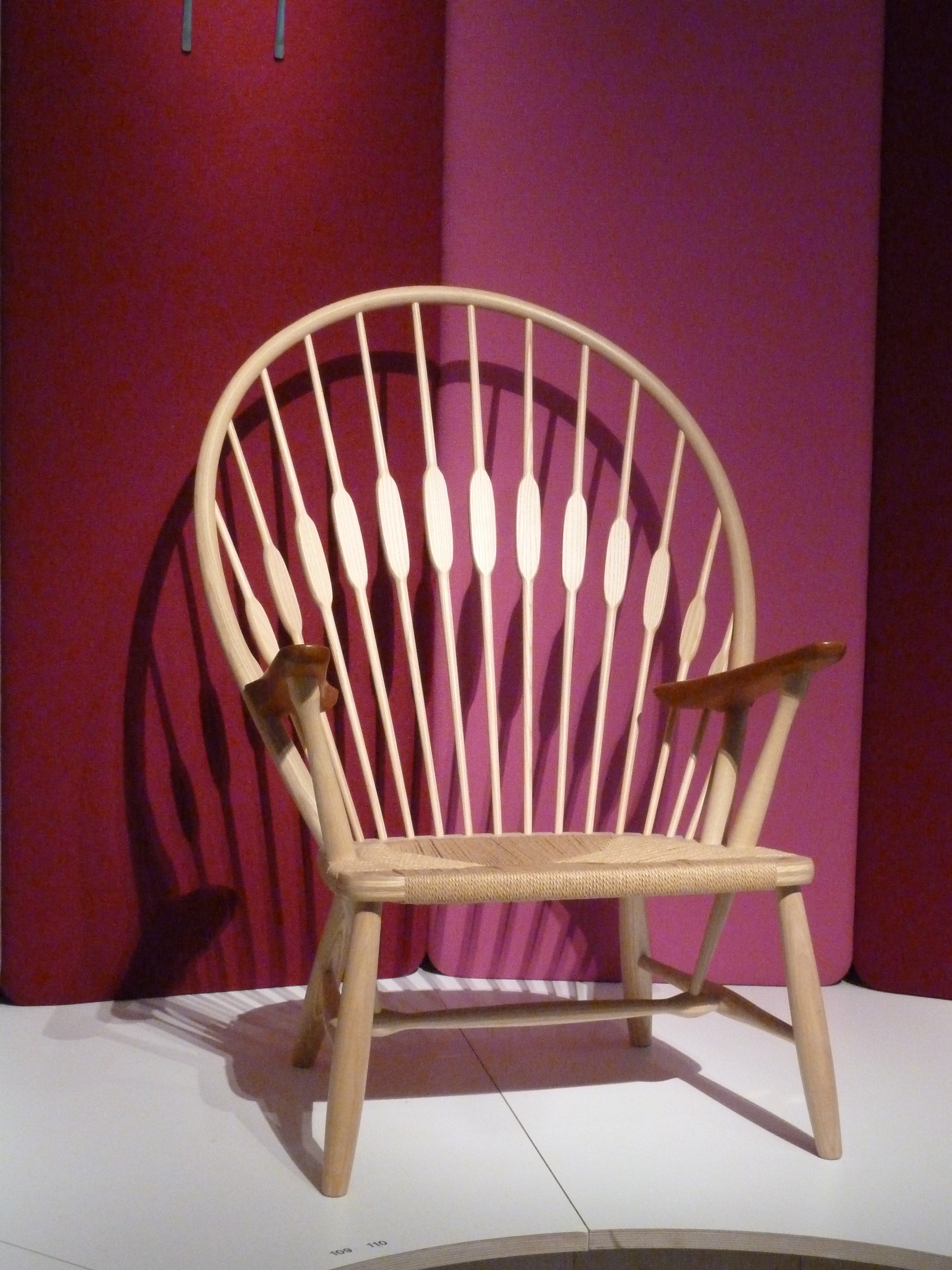
Påfågelstolen.

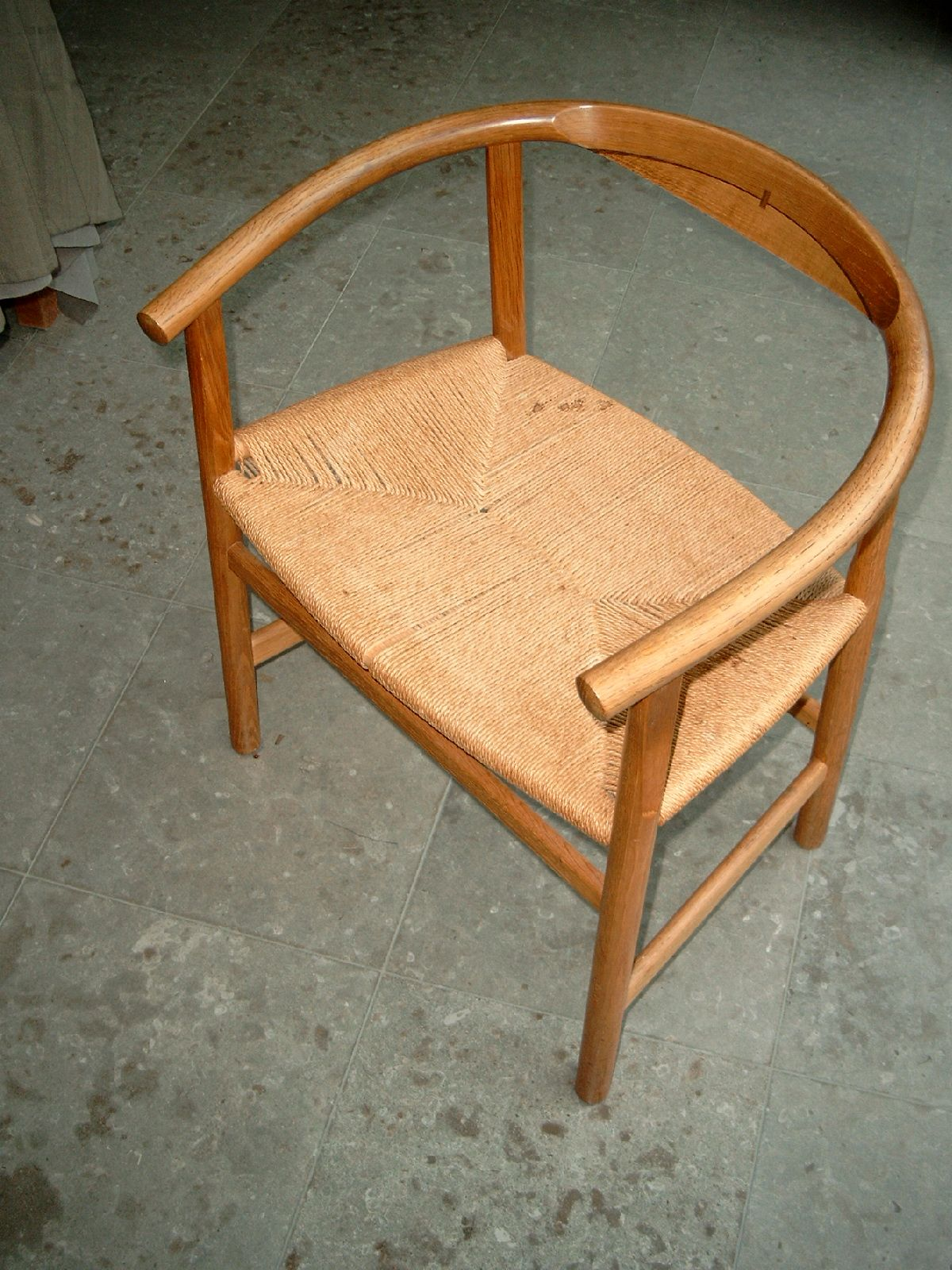
PP 203-stolen från 1969.

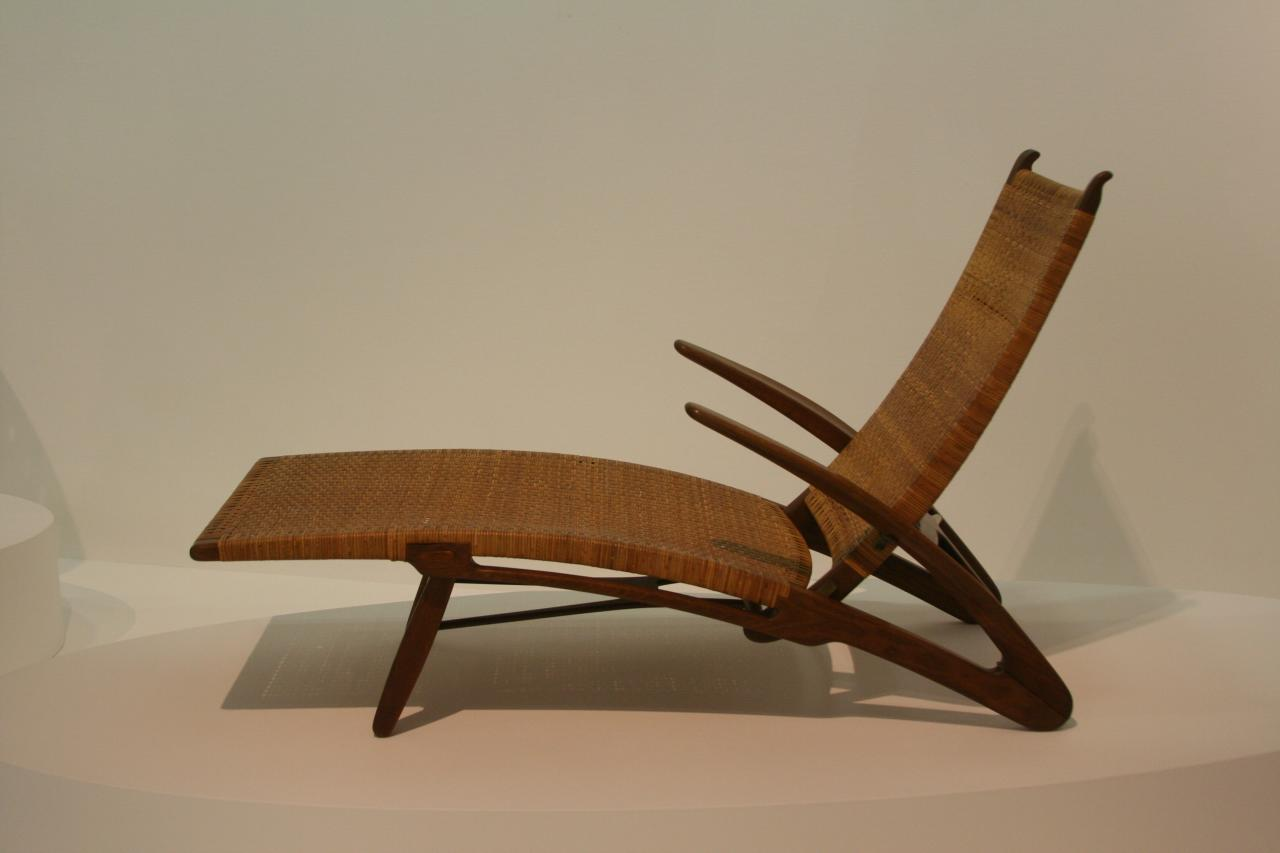
Vilstol.

Hans Jørgensen Wegner, född 2 april 1914 i Tønder i Danmark, dåvarande Tondern i Tyska riket, död 26 januari 2007 i Köpenhamn, var en dansk arkitekt och möbelformgivare.

## Biografi
Hans Wegner utbildade sig till snickare 1931 och vid Kunsthåndværkerskolen i Köpenhamn 1936–1938. Under åren 1940–1943 ritade han bland annat möblerna till Arne Jacobsens rådhus i Århus. 
Utöver möbler formgav han silverföremål, tapeter och lampor. Hans lampa Hejsependel visades första gången 1962 på Snedkermestrenes höstutställning och[källa behövs] tillverkas fortfarande. Hans OPALA-serie, ursprungligen ritad för Hotel Scandinavia i Köpenhamn, tillverkas än idag.
Hans Wegner undervisade vid Kunsthåndværkerskolens Møbelskole. 
Inför presidentvalet i USA 1960 anordnades den första presidentkandidatdiskussionen i TV i USA:s historia, med kandidaterna Richard Nixon och John F. Kennedy sittande i Hans Wegners cirkelstolar.
Hans Wegner fick C.F. Hansen-medaljen 1982.
Wegner skänkte 37 stolar, som han ansåg vara representativa för sin produktion, till sin hemstad Tønder. Stolarna visas i stadens gamla vattentorn som gjordes om till museum 1995.

## Urval av möbler
- Påfågelstolen, PP 550, 1947
- Cirkelstol, PP 130, 1949
- Y-stolen, 1950
- Flagglinestolen, PP 225, 1950
- Bamsestolen, PP 19, 1951
- Jakkens Hvile, PP 503, 1953
- Den todelte skalstol, CH 07, 1963

## Utmärkelser
- Lunningpriset,  1951
- Eckersbergmedaljen,  1956
- Prins Eugen-medaljen,  1961
- Hedersmedlemskap Royal Designer for Industry,  1969[10]
- Riddare av Dannebrogorden[11]

[Redigera Wikidata]